# Райони за планиране в България
Районите за планиране или т.нар. статистически райони NUTS-2, според класификацията на териториалните единици за статистически цели (NUTS на френски: Nomenclature des unités territoriales statistiques) в България са райони, обособени с основна цел статистическо отчитане на териториалните единици, съгласно изискванията на Евростат.
Определянето на границите на районите има важно значение за европейското им финансиране. От това какви са икономиката и жизненият стандарт в районите на всяка страна, зависи какъв достъп ще имат до средствата на европейските фондове. Политиката на сближаване (кохезионната политика) на Европейския съюз (ЕС) дефинира 3 нива на достъп, т. е. 3 категории на районите за периода 2014 – 2020 г.: 
- 1. По-слабо развити райони – това са районите с брутен вътрешен продукт (БВП) на глава от населението в стандарт на покупателна способност (СПС) под 75 % от средното за ЕС.
- 2. Райони в преход – с БВП/глава между 75 и 90 % от средното за ЕС.
- 3. По-силно развити райони – с БВП/глава над 90 % от средното за ЕС.

Най-голямо финансиране получават районите от първо ниво – почти 2 пъти повече от другите две нива, взети заедно (2014 – 2020 г.).
Номенклатурата на териториалните единици за статистика NUTS разделя територията на България на следните три нива:
| Ниво   | Подразделения       | Брой |
| ------ | ------------------- | ---- |
| NUTS 1 | Зони (региони)      | 2    |
| NUTS 2 | Райони за планиране | 6    |
| NUTS 3 | Области             | 28   |

Двете зони от NUTS-1 (Северна и Източна България, Югозападна и Южна централна България), както и шестте района от NUTS-2 (Югозападен, Южен централен, Югоизточен, Североизточен, Северен централен и Северозападен райони за планиране ), не представляват административно-териториални единици, а служат за статистически цели.  Районите от третото йерархично ниво NUTS-3 съответстват на областите в България.

## Райони за планиране
На 27 юли 2000 г. Министерският съвет на Република България обособява шест района за планиране на територията на страната. Законът за регионално развитие, влязъл в сила на 20 февруари 2004 г., урежда обществените отношения, свързани с планирането, програмирането, управлението, ресурсното осигуряване, държавното подпомагане, наблюдението, контрола и оценката на регионалното развитие. Стратегическото планиране за постигане на целите на регионалното развитие е предвидено да се осъществява чрез разработването и изпълнението на Национална стратегия за регионално развитие и Областни стратегии за развитие.
Всеки от районите за планиране обхваща територията на няколко области в страната. През месец декември 2007 г. границите на някои от районите са променени поради изискване от Евростат за териториалните единици в рамките на Европейския съюз, според които в един регион трябва да живеят минимум 800 хиляди и максимум 3 милиона жители. 

### Югозападен район за планиране (ЮЗРП)
Територията на района обхваща Област София, Софийска област, Област Кюстендил, Област Благоевград и Област Перник. 

### Южен централен район за планиране (ЮЦРП)
Територията на района обхваща Област Пазарджик, Област Пловдив, Област Смолян, Област Хасково и Област Кърджали. До 2006 г. районът е включвал и Област Стара Загора, която след 2006 г. е включена в Югоизточен район за планиране поради изисквания на Евростат въпреки по-скоро централно-южното разположение на областта. 

### Югоизточен район за планиране (ЮИРП)
Територията на района обхваща Област Бургас, Област Ямбол, Област Сливен и Област Стара Загора. До 2006 г. районът е съставен от областите Бургас, Сливен и Ямбол, т.е. в състава му не е била включена Област Стара Загора. 

### Североизточен район за планиране (СИРП)
Територията на района обхваща Област Варна, Област Добрич, Област Шумен и Област Търговище. До 2006 година районът е съставен от областите Варна, Добрич, Шумен, Търговище, Разград и Силистра. След 2006 година областите Разград и Силистра са включени към Северен централен район за планиране. 

### Северен централен район за планиране (СЦРП)
Включва Област Габрово, Област Велико Търново, област Русе, област Разград и Област Силистра. До 2006 година районът е съставен от областите Русе, Велико Търново, Габрово, Ловеч и Плевен. 

### Северозападен район за планиране (СЗРП)
Включва Област Видин, област Монтана, област Враца, област Плевен и Област Ловеч. До 2006 г. районът включва областите Видин, Монтана и Враца. 

## NUTS кодове
Към 2018 г. NUTS кодовете за трите нива̀ са следните: 

### BG3 Северна и Югоизточна България
BG31 Северозападен район за планиране
BG311 Област Видин
BG312 Област Монтана
BG313 Област Враца
BG314 Област Плевен
BG315 Област Ловеч
BG32 Северен централен район за планиране
BG321 Област Велико Търново
BG322 Област Габрово
BG323 Област Русе
BG324 Област Разград
BG325 Област Силистра
BG33 Североизточен район за планиране
BG331 Област Варна
BG332 Област Добрич
BG333 Област Шумен
BG334 Област Търговище
BG34 Югоизточен район за планиране
BG341 Област Бургас
BG342 Област Сливен
BG343 Област Ямбол
BG344 Област Стара Загора

### BG4 Югозападна и Южна централна България
BG41 Югозападен район за планиране
BG411 Област София
BG412 Софийска област
BG413 Област Благоевград
BG414 Област Перник
BG415 Област Кюстендил
BG42 Южен централен район за планиране
BG421 Област Пловдив
BG422 Област Хасково
BG423 Област Пазарджик
BG424 Област Смолян
BG425 Област Кърджали

## Преначертаване на районите за планиране
Някои от NUTS 2 районите на България към 2018 г. вече не отговарят на съответните технически изисквания, най-вече поради общия спад на населението и нарастващите регионални диспропорции. Броят на населението на Северозападния район още през 2014 г. намалява под минималния праг 800 000, а според данни на НСИ за 2017 г. – и на Северния централен район. Проучване от 2013 г. на ФРМС Консулт, поръчано от Министерството на регионалното развитие и благоустройството (МРРБ), анализира състоянието и тенденциите на промяна в характеристиките на районите, за да се идентифицират няколко варианта за преразглеждане на NUTS 2 картата на страната. Процесът е рестартиран през 2017 г. с някои изменени версии. Предложени са три варианта от междуведомствена работна група както и вариант на Института за пазарна икономика (ИПИ), вариант на експерта по регионално планиране арх. Белин Моллов и др., като окончателното решение се определя да бъде взето до края на 2018 г.

### Вариант 1
Единственият вариант с пет района. Промяната е, че се обединяват Северозападният и Северен централен район в един.. Не се отчитат най-важните икономически и географски критерии при обособяването на райони за планиране.
- Северозападен район: области Видин, Монтана, Враца, Плевен, Ловеч, Габрово и Велико Търново
- Североизточен район: области Русе, Търговище, Разград, Силистра, Шумен, Варна и Добрич.
- Югозападен район: области София-град, Софийска, Перник, Кюстендил и Благоевград.
- Южен централен район: области Пазарджик, Пловдив, Смолян, Кърджали и Хасково.
- Югоизточен район: области Стара Загора, Сливен, Ямбол и Бургас.

### Вариант 2
Районите се окрупняват на четири и се определят спрямо географските характеристики. Обединяват се в един район (Дунавски) Северозападният и Северен централен район плюс Област Търговище. Образува се Черноморски район от Североизточния (без Област Търговище) и Югоизточния (без Област Стара Загора, която минава към Южния централен район, наречен Тракийско-Родопски. Запазва се без промени Югозападният район и остава на ниво 2 (район в преход), и въпреки по-високото ниво на жизнен стандарт в столицата, тя ще продължи да усвоява неправомерно огромен финансов ресурс. Това може да се окаже неблагоприятно за него поради вероятността за спиране на европейското кохезионно финансиране за райони в преход при новата Политика на сближаване през периода 2020 – 2027 г.
- Дунавски район: области Видин, Монтана, Враца, Плевен, Ловеч, Габрово, Велико Търново, Русе, Търговище, Разград и Силистра.
- Черноморски район: области Добрич, Шумен, Варна, Бургас, Сливен и Ямбол.
- Югозападен район: области София-град, Софийска, Перник, Кюстендил и Благоевград.
- Тракийско-Родопски район: области Пазарджик, Пловдив, Стара Загора, Хасково, Кърджали и Смолян.

### Вариант 3
Променя се обхватът на съществуващите 6 района. Изпълнява се настояването на европейските институции, както и на Националното сдружение на общините в България и София-град се отделя в самостоятелен район. Отчетено е, че икономиката и жизненият стандарт на София са над средните показатели за Европейския съюз. БВП на глава от населението за София-град за 2016 г. е 105 % спрямо средния за ЕС и ако се отдели в самостоятелен район, попада на най-високото, трето ниво – по-силно развити райони. Затова ще ѝ се полага по-малко финансиране от европейските фондове, като силно се намалява достъпа на столицата до европейско кохезионно финансиране. Така Вариант 3 е най-справедлив за развитието на най-големия икономически център в страната.
- Западен район: области Видин, Монтана, Враца, Софийска, Перник, Кюстендил и Благоевград.
- Район София-град: област София-град
- Северен централен: Плевен, Ловеч, Габрово, Велико Търново, Русе, Разград и Силистра.
- Североизточен район: области Търговище, Шумен, Варна и Добрич.
- Южен централен район: области Пазарджик, Пловдив, Смолян, Кърджали и Хасково.
- Югоизточен район: области Стара Загора, Сливен, Ямбол и Бургас.

### Вариант 4
Това е модификация на вариант 2 на междуведомствената работна група. Предложен е от арх. Белин Моллов. Дунавският район се създава от сливането на СЗРП и СЦРП. Черноморският район се образува от сливането на СИРП и ЮИРП. Област Благоевград се присъединява към Южния централен район:
- Дунавски район: области Видин, Монтана, Враца, Плевен, Ловеч, Габрово, Велико Търново, Русе, Търговище, Разград и Силистра – 1 575 064 жители.
- Черноморски район: области Добрич, Шумен, Варна, Бургас, Ямбол Сливен и Стара Загора – 1 985 387 жители.
- Южен район: области Благоевград, Пазарджик, Пловдив, Стара Загора, Хасково, Кърджали и Смолян – 1 736 391 жители.
- Софийски район: области Софийска, София град, Перник и Кюстендил – 1 805 023 жители.

Критерии (аргументи) за формиране:
- Демографски. Промените са съобразени с балансирано разпределение на населението – най-равномерно от всички варианти. Данните за броя на населението са от 31.12.2016 г.
- Географски характеристики
- Природни и културни дадености
- Устройствени и инфраструктурни
- Участие в кохезионната политика на ЕС. По този критерий се повтаря недостатъка на Вариант 2: Софийски (Столичен) район остава на по-високото ниво 2 от останалите – район в преход – и с това може да няма право на кохезионно финансиране за периода 2020 – 2027 г.[2][12]

### Вариант 5
Разработен е като официално становище на Института за пазарна икономика. Отчита се както икономиката и жизнения стандарт на новите райони, така и промяната на Кохезионната политика на ЕС след 2020 г. При два от трите варианта за Кохезионната политика през 2020 – 2027 г., изложени в комюнике от Европейската комисия, Кохезионната политика спира да подкрепя райони в преход /ниво 2/ и по-силно развити райони /ниво 3/ (вариант 2 и вариант 3 на стр. 12 от комюникето) и продължава да подкрепя или само т. нар. кохезионни страни (вариант 3), или едновременно по-слабо развитите райони /ниво 1/ и кохезионните страни (вариант 2). Това би засегнало Югозападния район в сегашните му границите му до 2018 г., както и при предложените варианти 1 и 2 на кохезионна политика.
- Западен район: области Видин, Монтана, Враца, София-град, Софийска, Перник, Кюстендил и Благоевград.
- Североизточен/Дунавски район: Плевен, Ловеч, Габрово, Велико Търново, Русе, Търговище, Разград и Силистра.
- Черноморски район: области Добрич, Шумен, Варна, Бургас, Сливен и Ямбол.
- Тракийско-Родопски район: области Пазарджик, Пловдив, Стара Загора, Хасково, Кърджали и Смолян.

При този вариант никой от районите не надвишава границата от 75 % от средноевропейския БВП/глава към 2016 г.:
| Предложено име на региона | Включени области                                                             | БВП/ глава (% от средния за ЕС, 2016) | Население (хил. души, 2016) |
| ------------------------- | ---------------------------------------------------------------------------- | ------------------------------------- | --------------------------- |
| Западен                   | Видин, Монтана, Враца, София-град, Софийска, Перник, Кюстендил и Благоевград | 70,9                                  | 2516                        |
| Североизточен/Дунавски    | Плевен, Ловеч, Габрово, Велико Търново, Русе, Търговище, Разград и Силистра  | 32,2                                  | 1305                        |
| Черноморски               | Добрич, Шумен, Варна, Бургас, Сливен и Ямбол                                 | 37,8                                  | 1554                        |
| Тракийско-Родопски район  | Пазарджик, Пловдив, Стара Загора, Хасково, Кърджали и Смолян                 | 38,7                                  | 1754                        |

Така всички райони са на първо ниво (по-слабо развити райони) и са в най-благоприятно финансово положение. За тях е заделен най-голям дял – 48,4 % от европейските средства за сближаване за програмния период 2014 – 2020 г. За районите в преход (2-ро ниво), се полагат 10 %, а за силно развитите региони – около 15 % от ресурсите.
Вариантът осигурява за всички райони и най-вече столицата, максимален достъп до финансовите средствата за целия период 2020 – 2027 г. и изпълнение на критерия за население поне до 2050 г. Същевременно, тенденцията е някъде след 2027 г. големият район Западна България да премине в категорията „региони в преход“ поради близкото ниво (70,9 %) до границата 75 % и развитието на столицата, което покрай София и другите области от сегашния Югозападен район рискува да лиши от кохезионно финансиране и областите Видин, Монтана и Враца, които при другите варианти са в райони, оставащи с най-благоприятно финансово положение. Така рискът при другите варианти остава само за областите Перник, Кюстендил и Благоевград, включени в един район със София.
Изготвеният от Министерския съвет Проект на Закон за изменение и допълнение на Закона за регионалното развитие, обявен за обществена консултация през октомври 2018 г., е основан на Вариант 2, въпреки риска от спиране на европейското финансиране за Югозападния район със столицата като район в преход след промените в Кохезионната политика за периода 2020 – 2027 г.

### Вариант 6
През 2021 г. се предлага модификация на вариант 5, в която столицата София се отделя в самостоятелен район, както във вариант 3. Така се съчетават предимствата на вариантите 3 и 5. Получават се 5 района: 
- София-град.
- Западен район: области Видин, Монтана, Враца, Софийска, Перник, Кюстендил и Благоевград.
- Североизточен/Дунавски район: Плевен, Ловеч, Габрово, Велико Търново, Русе, Търговище, Разград и Силистра.
- Черноморски район: области Добрич, Шумен, Варна, Бургас, Сливен и Ямбол.
- Тракийско-Родопски район: области Пазарджик, Пловдив, Стара Загора, Хасково, Кърджали и Смолян.

### Вариант 7
През 2025 г. от НСИ се предлага хибридна модификация на вариантите 2, 3, 4, 5 и 6. Определят се 4 района, както във варианти 2, 4 и 5. Черноморският район от варианти 2, 5 и 6 се нарича Източен. Дунавският район от варианти 2 и 4, създаден от сливането на СЗРП и СЦРП, се нарича Северен. Столицата София се отделя в самостоятелен район, както във варианти 3 и 6. Останалите области от Южна и Югозападна България образуват Южен район.
- Северен район: области Видин, Монтана, Враца, Плевен, Ловеч, Габрово, Велико Търново, Търговище, Разград, Русе и Силистра.
- Източен район: области Добрич, Шумен, Варна, Бургас, Ямбол и Сливен.
- Южен район: области Софийска, Перник, Кюстендил, Благоевград, Пазарджик, Пловдив, Стара Загора, Хасково, Кърджали и Смолян.
- Столичен район: област София (Столична община).

Така се съчетават предимствата на всички досегашни предложения. Българското правителство приема варианта през март 2025 г. и го изпраща за одобрение от
Европейската комисия през септември 2025 г. Очаква се да бъде публикуван в официалния вестник на ЕС през декември 2025 г. и да влезе в сила от 2028 г.